# Diaphorus viduus
Diaphorus viduus är en tvåvingeart som beskrevs av Octave Parent 1930. Diaphorus viduus ingår i släktet Diaphorus och familjen styltflugor. Inga underarter finns listade i Catalogue of Life.